# Woodsia gorovoii
Woodsia gorovoii är en hällebräkenväxtart som beskrevs av Krestsch. och Shmakov. Woodsia gorovoii ingår i släktet Woodsia och familjen Woodsiaceae. Inga underarter finns listade.